# Krosno Odrzańskie (stacja kolejowa)
Krosno Odrzańskie – stacja kolejowa w Krośnie Odrzańskim, w województwie lubuskim, w Polsce.

## Wymiana pasażerska
| Rok  | Wymiana pasażerska na dobę |
| ---- | -------------------------- |
| 2017 | –                          |
| 2022 | 0-9                        |